# Synnøve Solemdal
Synnøve Solemdal (Kristiansund, 15 de mayo de 1989) es una deportista noruega que compite en biatlón. Ganó siete medallas en el Campeonato Mundial de Biatlón entre los años 2012 y 2020.

## Palmarés internacional
| Campeonato Mundial | Campeonato Mundial           | Campeonato Mundial | Campeonato Mundial |
| Año                | Lugar                        | Medalla            | Prueba             |
| ------------------ | ---------------------------- | ------------------ | ------------------ |
| 2012               | Ruhpolding (Alemania)        | Medalla de oro     | Relevo mixto       |
| 2012               | Ruhpolding (Alemania)        | Medalla de bronce  | Relevo             |
| 2013               | Nové Město (República Checa) | Medalla de oro     | Relevo             |
| 2013               | Nové Město (República Checa) | Medalla de oro     | Relevo mixto       |
| 2016               | Oslo (Noruega)               | Medalla de oro     | Relevo             |
| 2019               | Östersund (Suecia)           | Medalla de oro     | Relevo             |
| 2020               | Anterselva (Italia)          | Medalla de oro     | Relevo             |